# Gesetz der Peitsche
Gesetz der Peitsche ist ein US-amerikanischer Abenteuerfilm aus dem Jahr 1952 von Lewis Milestone mit Maureen O’Hara und Peter Lawford in den Hauptrollen. Der Film wurde von 20th Century Fox produziert und basiert auf der Erzählung Sundown von Martin Berkeley.

## Handlung
In der Mitte der 1910er Jahre leidet Australien unter einer Dürreperiode. Der Rancher Michael McGuire reist von Port Augusta nach Sidney, um einen Kredit bei der Bank zu beantragen. Sein Ersuchen wird abgelehnt und frustriert betrinkt sich McGuire in einer Hafenspelunke. Hier lernt er den Engländer Richard Connor kennen und hält ihn in seinem Rausch für seinen Sohn Dennis, den er in ein Kinderheim gab, als der Junge vier Jahre alt war. Connor bringt den betrunkenen Rancher zu Bett und sucht danach ein Casino auf, dass von dem Spieler Fenner betrieben wird. Connor versucht, seinen Landsmann John Gamble zu betrügen, der jedoch sein ganzes Geld verspielt hat. Gamble überzeugt Connor, stattdessen den reichen Fenner auszurauben. Während des Raubes schießt Gamble den Casinobesitzer nieder. Im Glauben, dass Fenner tot ist, flüchten die beiden. Connor sucht die Spelunke auf, um seine bei McGuire deponierten Habseligkeiten zu holen. Der immer noch betrunkene McGuire folgt Connor und Gamble.
Die beiden Räuber finden heraus, dass McGuire Rancher ist und bringen ihn zum Dampfer nach Port Augusta. Sie überzeugen McGuire, dass er ihnen 500 Stück Vieh verkauft habe. Während des Ritts von Port Augusta zur Ranch erklärt McGuire, dass er 10.000 Quadratmeilen Land besitze, die anhaltende Dürre ihn jedoch dem Bankrott nahe bringe. Auf der Farm werden die Männer von McGuires Tochter Dell begrüßt, in die sich Connor sofort verliebt. Sie informiert Connor und Gamble, dass sie die Lieferung des Viehs nicht garantieren könne und will ihnen das Geld zurückgeben. Die beiden wollen jedoch bleiben und McGuire in seinem Glauben bestärken, dass er in Connor seinen Sohn wiedergefunden hat. Der Rancher findet wieder Mut und befiehlt seinen Arbeitern, das gesamte Vieh zusammenzutreiben und zur Ranch zu bringen, wo noch Futtervorräte für einen Monat lagern. Der Polizist Leonard bringt den Wilderer Matt zur Ranch. Dell schlägt vor, dass Matt nicht verhaftet wird, sondern seine Strafe abarbeitet. Als Connor und Gamble Matt kennenlernen, glauben sie, dass der ein Polizeispitzel ist.
Während des Viehtriebs wird Gamble von einer Schlange gebissen. Matt versorgt ihn und sieht Narben von Fußfesseln an Gambles Knöcheln. Connor kann Matt überzeugen, seine Entdeckung für sich zu behalten. Da Connor für Dells Bruder gehalten werden soll, warnt ihn Gamble vor seinen Gefühlen zu Dell. Viele der Tiere verenden auf dem Weg zur Ranch, zudem bringt ein Buschfeuer die Herde in Gefahr. Dennoch ist McGuire mit der Zahl der überlebenden Tiere zufrieden. Bei der Ankunft bei der Ranch hat sich eine Gruppe von 30 durstiger Aborigines eingefunden. Sie wollen für Wasser einen zeremoniellen Regentanz durchführen. An Stelle von Regenwolken zieht jedoch ein Sandsturm auf. Der Sturm droht, die wichtige Windmühle zu zerstören. Gamble klettert hoch, um die wild drehenden Flügel zu befestigen. Dabei wird er von einem Flügel bewusstlos geschlagen. Connor bringt ihn in Sicherheit und sichert auch die Windmühle.
Während seiner Genesung erklärt Gamble, dass er genug davon habe, wie Connor mit seinem Gewissen kämpft. Er solle bei McGuire reinen Tisch machen, damit er Dell für sich gewinnen könne. Doch bevor Connor etwas erklären kann, hat McGuire seiner Tochter, die sich insgeheim in den Fremden verliebt hat, erzählt, dass der sein Sohn und ihr Bruder sei. Zuerst ist Dell betroffen, doch als Connor hereinstürmt und seine wahre Identität enthüllt, heitert sie wieder auf. McGuire wirft Connor seinen Betrugsversuch vor, doch Dell hält ihrem Vater dessen Obsession mit der Vergangenheit und seine Leichtgläubigkeit vor und läuft hinaus. Connor will mit Gamble die Ranch verlassen, beide werden von Leonard, der herausgefunden hat, wer die beiden sind, aufgehalten. Es kommt zu einem Kampf, bei dem Connor verletzt und Gamble von Leonard erschossen wird. Als ein heftiges Unwetter einsetzt, bringt Leonard Connor zur Ranch, wo Dell seine Verletzung versorgt. Dell und ihr Vater verzeihen ihm seinen Betrug. Leonard ist dankbar, dass Connor Gamble daran hinderte, ihn zu erschießen und will dafür sorgen, dass das Gericht zu seinen Gunsten entscheidet. McGuire legt Dells Hand in Connors. Während die Arbeiter den Regen feiern, strahlt sich das Paar an.

## Produktion

### Hintergrund
Gedreht wurde der Film von Anfang November 1950 bis Mitte März 1951. Er entstand komplett in Australien. Gefilmt wurde u. a. in Port Augusta, Quorn und Sydney, in der Flinderskette, auf der Eyre-Halbinsel und im australischen Outback in South Australia sowie in den Pagewood-Studios in Sydney.
Der Film war die erste US-Produktion und zugleich der erste Film in Technicolor, der in Australien gedreht wurde. Für ihn wurde Peter Lawford von Metro-Goldwyn-Mayer ausgeliehen.
Das Hauptquartier der Produktionsgesellschaft für diesen Film wurde in einem Vorort von Port Augusta errichtet und nach dem Fox-Vorsitzenden Darryl F. Zanuck Zanuckville genannt. Nach den Dreharbeiten wurden die Gebäude als Wohnungen weiter genutzt.
Der Film sollte im Oktober 1951 für die Feier des 50. Jahrestages der Gründung des australischen Commonwealths uraufgeführt werden. Der Regentanz Corroborree der Aborigines sollte dabei nicht gezeigt werden. Dem Studio wurden Aufnahmen des Tanzes gestattet, die jedoch auf Grund ihrer heiligen Natur nur außerhalb Australiens gezeigt werden durften. Im Oktober wurde die geplante Uraufführung abgesagt, um mehr Zeit für eine angemessene Produktion zu erreichen.

### Stab
Mark-Lee Kirk und Lyle R. Wheeler oblag die künstlerische Leitung. Edward Stevenson war für das Kostümbild zuständig. Verantwortliche Toningenieure waren Eugene Grossman und Harry M. Leonard. Fred Sersen schuf die speziellen Kameraeffekte. Musikalischer Direktor war Alfred Newman.

### Besetzung
In kleinen nicht im Abspann erwähnten Nebenrollen traten Guy Doleman und Stan Tolhurst in seiner letzten Filmrolle auf. Ebenfalls unerwähnt blieb Ron Whelan als Fenner.

## Synchronisation
Die Synchronisation von Gesetz der Peitsche entstand anlässlich der Kinopremiere.
| Rolle           | Schauspieler     | Deutscher Synchronsprecher |
| --------------- | ---------------- | -------------------------- |
| Dell McGuire    | Maureen O’Hara   | Tilly Lauenstein           |
| Richard Connor  | Peter Lawford    | Axel Monjé                 |
| Michael McGuire | Finlay Currie    | Walther Suessenguth        |
| John Gamble     | Richard Boone    | Siegfried Schürenberg      |
| Len Leonard     | Chips Rafferty   | Paul Wagner                |
| Kathleen        | Letty Craydon    | Gertrud Spalke             |
| Matt            | Charles Tingwell | Wolfgang Kieling           |

## Veröffentlichung
Die Premiere des Films fand am 16. Mai 1952 in New York statt. In der Bundesrepublik Deutschland kam er am 18. Februar 1953 in die Kinos, in Österreich im März 1953. Er wurde auch unter dem Titel Känguruh gezeigt.

## Kritiken
Der Filmkritiken-Aggregator Rotten Tomatoes hat in einer Auswertung ein Publikumsergebnis von 12 Prozent positiver Bewertungen ermittelt.
Das Lexikon des internationalen Films schrieb: „Unglaubwürdiger Abenteuerfilm mit einem Schuß Romantik - mittelmäßig inszeniert, aber mit dekorativen Landschaftsaufnahmen von den Originalschauplätzen.“
Bosley Crowther von der The New York Times befand, der Film zeige in rauen, anschaulichen Bildern die harten körperlichen und geistigen Anforderungen des Viehtriebs. Seelenqual und Frustration durch den Verlust von Tieren werde in starken und grausamen Aufnahmen verendender Tiere vermittelt. Diese Teile des Films seien heldenhaft, der Beginn des Films sei eine ermüdend Geschichte über Habgier und Doppelspiele. Das Finale sei eine wilde Mixtur aus Buschfeuer, Stampede, Hinterhalt und Kampf mit Peitschen.